# Jacob Desvarieux
 (mai 2017).
Jacob Félix Desvarieux, né le 21 novembre 1955 à Paris (14e arrondissement) et mort le 30 juillet 2021 aux Abymes (Guadeloupe), est un chanteur, musicien, arrangeur et producteur français. Il est l'un des cofondateurs du groupe de musique Kassav'.

## Biographie

### Enfance et premiers pas dans la musique
Né le 21 novembre 1955 à Paris, sa mère l'emmène en Guadeloupe, après quelques mois. Il vit pendant 10 ans entre la Guadeloupe et la Martinique. Il part ensuite au Sénégal où il vit jusqu'à l'âge de douze ans. Sa mère lui offre sa première guitare, alors qu'il a dix ans. La musique occupe une grande place dans sa vie et dès l'âge de seize ans, il devient arrangeur. Avec ses amis : Francis Cauletin, Philippe Draï, Christophe Zadire et Achille Ango à Marseille, il fonde un groupe de rock, The Bad Grass, puis pour des raisons plus commerciales, Sweet Bananas. Ils enregistrent le titre Bilboa dance, pour servir de générique à une émission matinale de jeu sur RMC, ensuite membre[pas clair] du groupe Ozila.

### Formation du groupe et carrière
De retour à Paris, à l'époque du disco, Jacob Desvarieux rencontre Pierre-Édouard Décimus. Ensemble, ils fondent en 1979 le groupe antillais Kassav'.
En 1999, il sort un album solo Euphrasine's Blues.
En 2003, il réalise avec Passi (et sa formation Bisso Na Bisso) une chanson sur l'album Dis l'heure 2 zouk. Les deux clips Laisse parler les gens et Ma rivale sont confiés à J.G Biggs.

### Engagements
En 2017, Jacob Desvarieux devient parrain de l'association « Un pour tous, tous pour l'autisme ».

### Mort
Diabétique, Jacob Desvarieux bénéficie d'une greffe rénale qui l'astreint pour lutter contre le rejet de l'organe greffé à prendre à vie un traitement immunosuppresseur qui réduit la réponse immunitaire à des infections, mais réduit également la réponse immunitaire à la vaccination. Il reçoit trois injections de vaccin contre la Covid-19, mais lorsqu'il contracte la maladie en juillet 2021, son système immunitaire ne répond pas. Il est hospitalisé au CHU des Abymes où il est placé dans un coma artificiel afin que lui soient prodigués les soins nécessaires. Il meurt des suites de la Covid-19 le 30 juillet 2021 à l'âge de 65 ans.
Il est inhumé le 5 août 2021 au cimetière de Saint-François (Guadeloupe).
Une messe en son hommage réunissant plus de six cents personnes a été organisée le 16 août 2021 à l'église Saint-Sulpice de Paris.

## Discographie

### Albums studio
- 1983 : Banzawa
- 1984 : Yélélé
- 1985 : Oh Madiana
- 1986 : Gorée
- 1999 : Euphrasine's Blues

### Clips et collaborations
- 1983 : Banzawa
- 1984 : Kavalié o dam
- 1985 : Oh madiana
- 1986 : Soulajé yo
- 1999 : Euphrasine's blues
- 2003 : Laisse parler les gens (avec Jocelyne Labylle, Cheela & Passi)
- 2004 : Reviens dans ma vie (avec Passi & Lorenzo Raphael)
- 2005 : Na Touché (avec Werrason)
- 2006 : Ma rivale (avec Lynnsha & Lady Sweety)
- 2006 : Partie pour zouker (avec Lorie)
- 2007 : Fòs a péyi la (avec Admiral T & Jocelyne Beroard)
- 2009 : Nou pli fo (avec ProfA & Dédé Saint Prix)
- 2009 : Frotter frotter (avec Muss 2 Mam & Edgar Yonkeu)
- 2010 : Faites passer le message (avec Fally Ipupa, Youssoupha et Awa)
- 2010 : Viens bouger ton botcho (avec Vick et Bayce)
- 2011 : E Hoje Ou Nunca (avec Yola Araujo)
- 2011 : Zain aya (avec Patience Dabany)
- 2015 : Ban nou misik (avec T-Shaa & Misié Sadik)
- 2016 : Ka fè cho (remix) (avec Bamboolaz)
- 2018 : Démaré mwen (avec King Daddy Yod)
- 2019 : Ou lé (avec Toofan)
- 2019 : Chat Ka Tété Rat (avec Admiral T)

## Filmographie

### Cinéma
- 1992 : Siméon d'Euzhan Palcy : Isidore
- 2011 : Soulwash (court-métrage)  de Douglas Attal : le grand-père
- 2011 : Switch de Frédéric Schoendoerffer : Pat

### Télévision
- 2009 : Femmes de loi saison 9 -7épisode 4 : Amadou
- 2014-2015 : Frères d'armes, série télévisée historique de Rachid Bouchareb et Pascal Blanchard : présentation de Missak Manouchian
- 2016 : The Young Pope - saison 1 - épisodes 1 et 2

## Décorations
- Officier de l'ordre national de la Légion d'Honneur ;
- Chevalier des Arts et des Lettres (2020)[8];
- Officier des Arts et des Lettres[réf. nécessaire] ;
- Officier de l'ordre du Mérite sénégalais (1996) ;
- Chevalier de l'ordre du Mérite de Côte d'Ivoire.